# 农历四月
农历四月也稱梅月，农历一年第四个月份（如果之前没有闰月），一般进入夏季，气温回暖，槐夏，孟夏，梅月，建巳之月（蛇月），律中中吕，以小滿为中气。
在日本稱农历四月為「卯月」，因為四月卯花綻放。

## 主要節日
- 四月初四，文殊菩薩誕辰
- 四月初八，释迦牟尼佛誕辰（佛誕節），四月八，苗、布依、侗、瑶、壮、彝、土家、仡佬等少數民族的傳統節日。苗族的亞努節、跳花節；壯族的牛魂節、又稱脫軛；畲族的牛歇節；侗族的牛王節；布依族的牧童節、牛王節、開秧節；仫佬族的牛王誕；藏族的浴佛節等。
- 四月初十，保儀大夫（雙忠）誕辰。
- 四月十四，八仙呂純陽祖師（孚佑帝君）誕辰。
- 四月十五，八仙漢鍾離誕辰。
- 四月中旬，雲林六房天上聖母（六房媽）過爐大典。
- 四月十七，金花娘娘誕辰。
- 四月十八，紫微大帝誕辰；華佗仙師誕辰。
- 四月二十一，托塔天王誕辰。
- 四月二十五，武安尊王誕辰。
- 四月二十六，神農大帝誕辰；李府千歲誕辰。
- 四月二十八，藥王菩薩誕辰。

## 延伸阅读
[在维基数据编辑]
 《欽定古今圖書集成·曆象彙編·歲功典·孟夏部》，出自陈梦雷《古今圖書集成》